# بو راسيل
بو راسيل (بالإنجليزية: Bo Russell)‏ هو لاعب كرة قدم أمريكية أمريكي، ولد في 23 يناير 1916 في برمنغهام في الولايات المتحدة، وتوفي في 1 فبراير 1997.